# Money Shot
Money Shot (estilizado como Money $hot) es el tercer álbum de estudio de Puscifer, lanzado el día viernes 30 de octubre de 2015. El álbum cuenta con sonido y arreglos electrónicos muy diferentes a las de las otras bandas del cantante Maynard James Keenan: Tool y A Perfect Circle.

## Lanzamiento
El 29 de julio de 2015 se hizo público que Puscifer tenía listo un nuevo álbum de estudio tras dar a conocer su nuevo sencillo "Grand Canyon".
La versión de este trabajo en su formato de vinilo contiene una reversión de la canción "Simultaneous" en la que participa Daniel Ash (exintegrante de los conjuntos Bauhaus y Love And Rockets).

## Lista de canciones
Todas las canciones han sido escritas por Maynard James Keenan y Carina Round con excepción a las que contienen aclaraciones:

| N.º | Título                                                      | Duración |  |
| 1.  | «Galileo»                                                   | 5:17     |  |
| 2.  | «Agostina»                                                  | 4:24     |  |
| 3.  | «Grand Canyon»                                              | 5:57     |  |
| 4.  | «Simultaneous»                                              | 6:42     |  |
| 5.  | «Money Shot»                                                | 2:32     |  |
| 6.  | «The Arsonist»                                              | 4:45     |  |
| 7.  | «The Remedy»                                                | 6:07     |  |
| 8.  | «Smoke and Mirrors» (Escrita por M. Keenan y Matt Mitchell) | 5:05     |  |
| 9.  | «Flippant» (Sólo en la edición de iTunes)                   | 6:24     |  |
| 10. | «Life of Brian (Apparently You Haven't Seen)»               | 4:41     |  |
| 11. | «Autumn»                                                    | 6:06     |  |

## Personal
Según los créditos del álbum.
- Maynard James Keenan – Voz
- Carina Round - Voz (en todas las canciones con excepción en "Smoke and Mirrors")
- Mat Mitchell - Bajo, Guitarra, Teclado, Mandolina (en "Galileo" y "Agostina") y Banjo (en "Autumn")
- Jeff Friedl - Batería (en "Galileo", "Agostina", "Grand Canyon", "Money Shot", "The Arsonist" y "The Remedy")
- Jon Theodore - Batería (en "The Arsonist", "The Remedy" y "Autumn")
- Matt McJunkins - Bajo (en "Agostina" y "Money Shot")
- Juliette Commagere - Teclado (en "Galileo", "Agostina", "Simultaneous", "The Arsonist", "The Remedy" y "Autumn") y voz (en "The Arsonist")
- Tim Alexander - Batería (en "Agostina")

## Ranking de ventas
| Rankings (2015–16)             | Posición más alta |
| ------------------------------ | ----------------- |
| Australian Albums (ARIA)       | 51                |
| Bélgica (Ultratop flamenca)    | 130               |
| Estados Unidos (Billboard 200) | 30                |